# Congreso de Suresnes

Antiguo logo del PSOE

Se conoce como Congreso de Suresnes la serie de asambleas celebrada por el Partido Socialista Obrero Español (PSOE) en la localidad francesa homónima entre los días 11 y 13 de octubre de 1974. Esta reunión, la decimotercera que tenía lugar en el exilio, es reconocida por ser la que cambió la orientación política e ideológica del partido poco antes de la transición democrática en España.

## Antecedentes
Desde el Congreso de Toulouse (1970), los socialistas españoles habían mantenido una pugna abierta respecto a la orientación política y a la posición de la organización. Y es que, desde 1967, la Friedrich Ebert Stiftung, vinculada al Partido Socialdemócrata de Alemania, venía insistiendo en la necesidad de conformar cuadros de jóvenes socialistas que encabezasen desde la oposición el paso de la dictadura del general Franco a la democracia que antes o después había de llegar.
La organización recibía financiación desde el Ministerio de Desarrollo Exterior, entonces encabezado por Willy Brandt. Los socialistas posteriormente denominados «históricos», encabezados por el secretario general del partido, Rodolfo Llopis, recelaban de este acercamiento alemán, que podía suponer, de facto, la pérdida de libertad del PSOE frente a intereses externos. Por su parte, tanto el llamado «grupo de los sevillanos», formado por militantes jóvenes provenientes del interior y encabezado por Felipe González, Alfonso Guerra y Manuel Chaves, como el «grupo de los vascos», encabezado por Nicolas Redondo y Enrique Múgica, consideraban necesario que los socialistas comenzasen cuanto antes su preparación para el futuro que se preveía inmediato tras la Revolución de los Claveles en Portugal y la delicada salud del dictador.

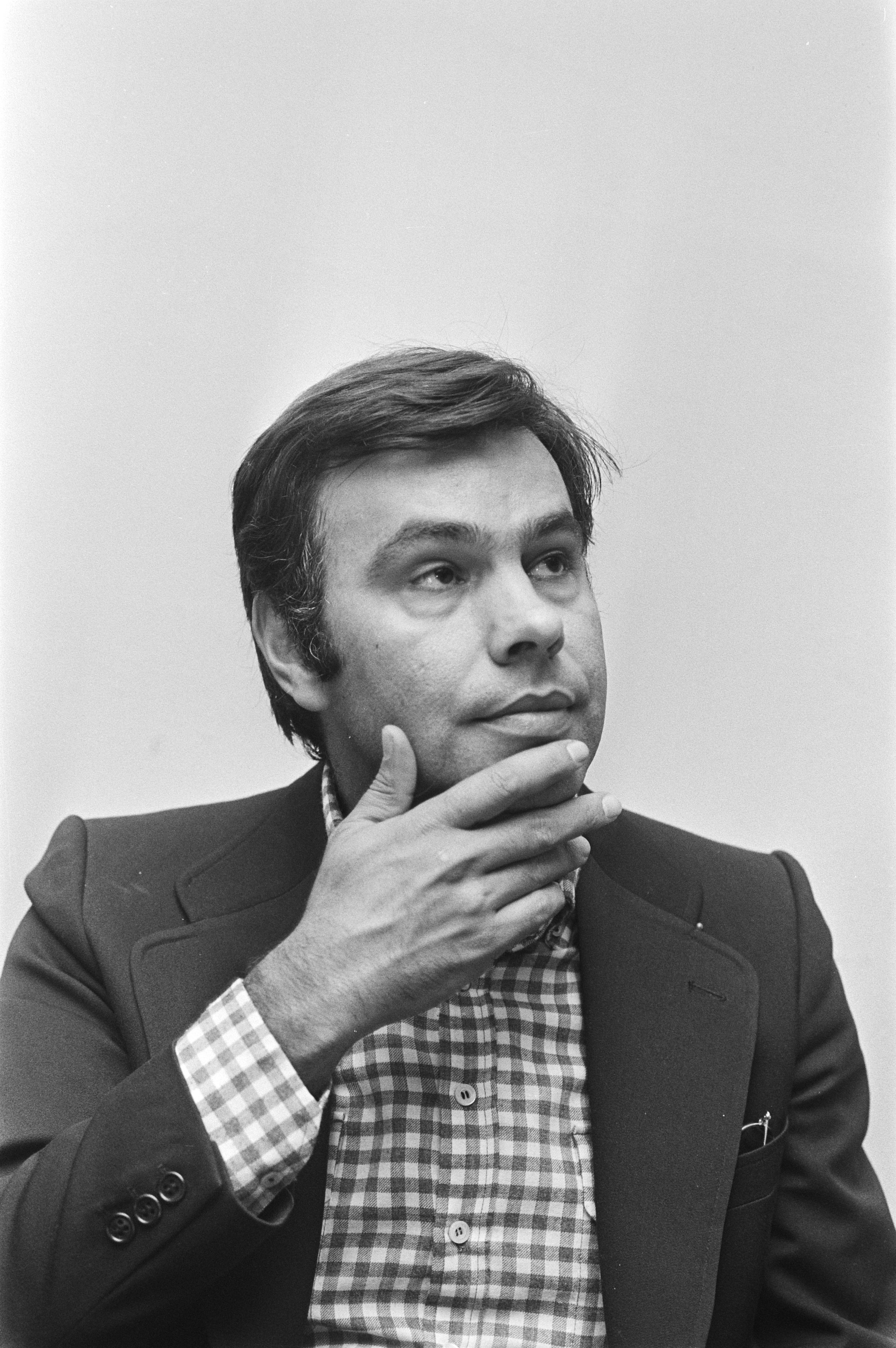
Felipe González en 1976

Era, pues, una pugna por dos visiones distintas de la realidad; no se quería dejar el espacio de la izquierda futura en España en manos de un Partido Comunista mucho más activo y que, a diferencia del PSOE, participaba en la Junta Democrática. En agosto de 1972, el XXV Congreso del PSOE, también celebrado en Toulouse, concluyó con la elección de Felipe González como secretario general. El rechazo de las tesis de Rodolfo Llopis llevaron a este a abandonar el partido y a la escisión del PSOE en dos mitades: el PSOE histórico, o exterior, refundado luego como PASOC; y el PSOE que, conservando las siglas, encabezó desde entonces González y que recibió desde un comienzo las bendiciones del resto de formaciones socialdemócratas europeas.
Un mes antes del congreso se presentó la llamada Declaración de Septiembre, que abogaba claramente por la «ruptura», es decir, el restablecimiento de un régimen de libertades al modelo europeo-occidental, para lo que se exigía la libertad sindical, la liquidación del «aparato represor» del Estado, las libertades políticas, de asociación y de reunión, el derecho de huelga y el reconocimiento de las nacionalidades históricas.

## Desarrollo
El PSOE, reunido en el teatro Jean Vilar de Suresnes, reconocía la representación en este congreso de 3586 militantes, de los que 1038 estaban en el exilio, el resto estaba agrupado en 19 federaciones, siendo las más numerosas la asturiana, la guipuzcoana y la vizcaína, que englobaban a tres quintas partes del total. Para respaldar el cónclave, estuvieron presentes François Mitterrand, líder socialista francés y Bruno Pittermann, presidente en ese momento de la Internacional Socialista.
La renovación parecía inevitable. Muchas federaciones, entre ellas las vascas, propusieron en un primer momento a Nicolás Redondo como candidato a secretario general, pero este no aceptó. La necesidad de un liderazgo en momentos complejos resultaba evidente. Algunos historiadores consideran que la candidatura de Felipe González estaba pactada desde un año antes, mientras que otros sostienen que las opciones estaban abiertas y subrayan el interés por Nicolás Redondo en los primeros momentos. En cualquier caso, se adoptó la fórmula de compromiso de Felipe González (Isidoro) como candidato con el apoyo de todo el sector interior, menos la federación madrileña, y de Ramón Rubial (Pablo) y Eduardo López Albizu (Lalo), dirigentes históricos de fuerte ascendencia entre los militantes vascos.
Entre los miembros elegidos, además de González en la secretaría general, para la Comisión Ejecutiva figuraban, entre otros, Alfonso Guerra (Andrés), Nicolás Redondo Urbieta (Juan), Enrique Múgica Herzog (Goizalde) José María Benegas (Chiqui) y dos miembros de la Agrupación Socialista Madrileña que habían votado en contra del nuevo secretario general: Francisco Bustelo y Pablo Castellano (Hervás).

## Resoluciones adoptadas
(1) La Resolución Política aprobada en el Congreso de Suresnes establecía un programa muy concreto en el que se definía el concepto de Ruptura Democrática:

El PSOE entiende que el restablecimiento de la democracia en España requiere con carácter inexcusable las medidas siguientes:

1. Libertad de todos los presos políticos y sindicales.
2. Devolución de todos sus derechos a las personas que hayan sido desposeídas por sus actuaciones políticas y sindicales contra la dictadura.
3. Disolución de todas las instituciones represivas.
4. Reconocimiento y protección de las libertades mediante:
5. Libertad de partidos políticos.
6. Libertad sindical.
7. Libertad de reunión y expresión.
8. Derecho de huelga y manifestación.
9. Restitución del patrimonio expoliado a las organizaciones políticas y sindicales suprimidas por la dictadura.
10. Convocatoria de elecciones libres en plazo no superior a un año a fin de que el pueblo manifieste soberanamente su voluntad.
11. Reconocimiento del derecho de autodeterminación de todas las nacionalidades ibéricas.

(2) Además, el PSOE aprueba una segunda resolución que define y remarca su posición respecto al problema nacional y la organización territorial del estado:

Resolución sobre Nacionalidades y Regiones

Ante la configuración del Estado español, integrado por diversas nacionalidades y regiones marcadamente diferenciadas, el PSOE manifiesta que:

1) La definitiva solución del problema de las nacionalidades que integran el Estado español parte indefectiblemente del pleno reconocimiento del derecho de autodeterminación de las mismas que comporta la facultad de que cada nacionalidad pueda determinar libremente las relaciones que va a mantener con el resto de los pueblos que integran el Estado español.

2) Al analizar el problema de las diversas nacionalidades el PSOE no lo hace desde una perspectiva interclasista del conjunto de la población de cada nacionalidad sino desde una formulación de estrategia de clase, que implica que el ejercicio específico del derecho de autodeterminación para el PSOE se enmarca dentro del contexto de la lucha de clases y del proceso histórico de la clase trabajadora en lucha por su completa emancipación.

3) El PSOE se pronuncia por la constitución de una República Federal de las nacionalidades que integran el Estado español por considerar que este estructura estatal permite el pleno reconocimiento de las peculiaridades de cada nacionalidad y su autogobierno a la vez que salvaguarda la unidad de la clase trabajadora de los diversos pueblos que integran el Estado español.

4) El PSOE reconoce igualmente la existencia de otras regiones diferenciadas que por sus especiales características podrán establecer órganos e instituciones adecuadas a sus peculiaridades.

(3) Esta posición sobre las nacionalidades y sus derechos seguiría siendo defendida y ampliamente argumentada en el congreso de 1976, postura que el PSOE mantendría hasta el año 1977:

Para los socialistas, la autonomía debe atender en cualquier caso a la coordinación permanente de esfuerzos entre los trabajadores de los distintos pueblos del Estado español. Los movimientos nacionalistas y regionalistas, asumidos por la clase obrera y el campesinado, elevan cualitativamente sus objetivos con la dialéctica marxista.

En esta perspectiva, los socialistas asumimos plenamente las reivindicaciones autonómicas, considerándolas indispensables para la liberación del pueblo trabajador, que ve confluir en este proceso dialéctico sus reivindicaciones peculiares de clase con la lucha por la autonomía de su pueblo, objetivo prioritario a cuya consecución afectará positivamente la lucha unitaria de la clase obrera por objetivos tales como la reforma agraria, la eliminación del capitalismo monopolista y la expulsión de las manifestaciones del poder imperialista de nuestro suelo.

El PSOE, dentro de su perspectiva autogestionaria, estima necesario poner en práctica una estrategia tendente a prefigurar las instituciones políticas que van a ser el medio de gestión de la sociedad socialista. En este sentido, la lucha por las libertades de las nacionalidades y regiones se inserta dentro de nuestra política para la autogestión de la sociedad.

Estos planteamientos son los que llevan al PSOE, como organización de clase, a incrementar sus esfuerzos por conjugar el principio socialista de la libre autodeterminación de los pueblos con el de la imprescindible acción coordinada y unitaria de la lucha que la clase obrera ha mantenido, desarrolla y reforzará en el camino hacia su total emancipación.

## Las consecuencias
La primera de ellas y la más buscada por los delegados era el liderazgo y la imagen joven y combativa del PSOE. El 19 de octubre, al poco de terminar el Congreso, El Correo de Andalucía es secuestrado por el régimen al incluir una larga entrevista con Felipe González. Este hecho fue detonante para que se incrementara el interés por los nuevos rumbos del socialismo español.